# Alicja Pawlicka

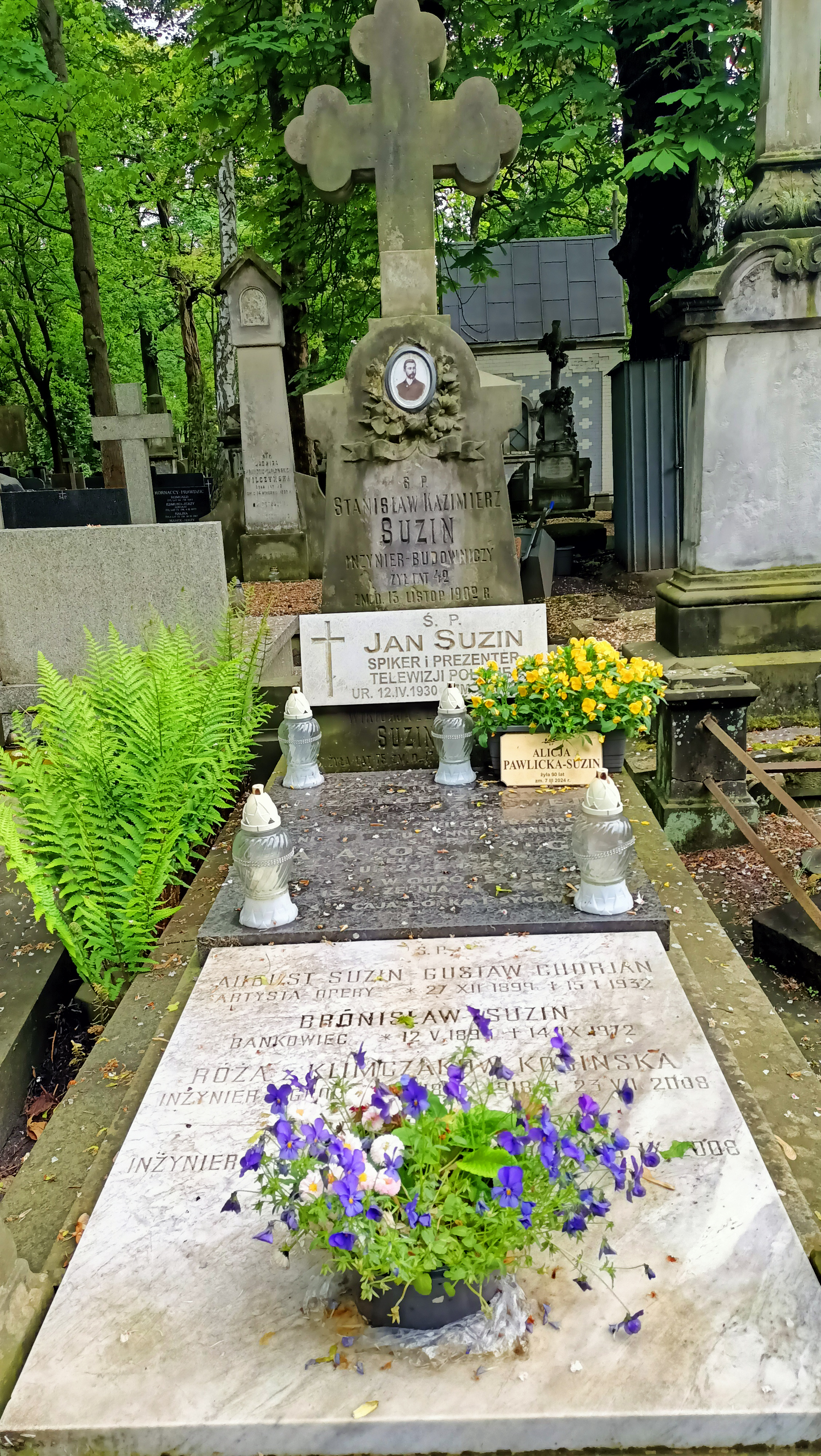
Grób Alicji Pawlickiej-Suzin i Jana Suzina na cmentarzu Powązkowskim

Alicja Pawlicka (ur. 12 maja 1933 w Warszawie, zm. 7 marca 2024 w Warszawie) – polska aktorka teatralna, filmowa i telewizyjna.

## Życiorys
Debiutowała 30 grudnia 1954 jako Berta w „Niemcach” Leona Kruczkowskiego w reżyserii Jerzego Rakowieckiego na scenie Teatru Nowej Warszawy.
W 1955 ukończyła studia na Wydziale Aktorskim Państwowej Wyższej Szkoły Teatralnej w Warszawie. W latach 1955–1994 była aktorką Teatru Polskiego w Warszawie.
Pracowała z wieloma reżyserami, m.in. Kazimierzem Dejmkiem i Aleksandrem Bardinim.
W 1965 wyszła za Jana Suzina, prezentera TVP.

## Filmografia
- 1958: Heloiza i Abelard, spektakl telewizyjny (heloiza)
- 1958: Słowo norwidowe, spektakl telewizyjny
- 1958: Orfeusz
- 1958: Nie igra się z miłością, spektakl telewizyjny (kamila)
- 1958: Głos mordercy, spektakl telewizyjny (Ammy Corbett)
- 1959: Płomienie, spektakl telewizyjny
- 1959: Cudzoziemka, spektakl telewizyjny
- 1960: Ulica Henrietty, spektakl telewizyjny
- 1961: W poszukiwaniu postaci scenicznych, spektakl telewizyjny
- 1961: Niezawodny system, spektakl telewizyjny
- 1961: Beniowski – sceny dramatyczne, spektakl telewizyjny (Aniela)
- 1962: Wiersze, spektakl telewizyjny
- 1962: Pan Topaz, spektakl telewizyjny (Ernestyna Muche)
- 1962: Idy marcowe, spektakl telewizyjny (Porcja)
- 1962: Drugi brzeg, film fabularny (Ewa)
- 1962: Aktor, spektakl telewizyjny (Eliza)
- 1963: Wielki człowiek do małych interesów, spektakl telewizyjny (Matylda)
- 1963: Prawo męża, spektakl telewizyjny
- 1963: Kordian, spektakl telewizyjny (Laura)
- 1963: Godzina pąsowej róży, film fabularny (Ewa, siostra Ani)
- 1963: Droga do Dover, spektakl telewizyjny
- 1964: Droga do czarnolasu, spektakl telewizyjny (Powjodzianka)
- 1966: Odprawa posłów greckich, spektakl telewizyjny
- 1966: Miarka za miarkę, spektakl telewizyjny
- 1966: Godziny miłości, spektakl telewizyjny (Gala)
- 1966: Beniowski, spektakl telewizyjny (Aniela)
- 1967: Wycieczka w nieznane, film fabularny (Elza)
- 1967: Coś z Freuda, spektakl telewizyjny (żona)
- 1968: Sędzia Irvin, spektakl telewizyjny, (Anna)
- 1968: Rocznica, spektakl telewizyjny
- 1968: Hiszpanie w Danii, spektakl telewizyjny, (Eliza)
- 1968: Dancing w kwaterze Hitlera, film fabularny
- 1968: Czcij matkę swoją, spektakl telewizyjny
- 1970: Szal, spektakl telewizyjny (Marianna Collins)
- 1970: Powrót o 7-ej, spektakl telewizyjny (Joanna Preston)
- 1971: Nie lubię poniedziałku, film fabularny, (Kubasińska, urzędniczka działu zbytu)
- 1971: Latarnia magiczna, spektakl telewizyjny
- 1972: Jezioro osobliwości, film fabularny (wychowawczyni Marty)
- 1973: Sonety krymskie, spektakl telewizyjny
- 1973: Próba miłości, spektakl telewizyjny
- 1973: Miejsce, jakie miałam, spektakl telewizyjny
- 1974: Mała uroczystość, spektakl telewizyjny (Rachel)
- 1977: Przeklęty dom, spektakl telewizyjny (Robert Roberts)
- 1978: Życie na gorąco, serial fabularny (przedstawicielka firmy goszczącej Merana w Polsce)